# Heinrich Christian Schumacher
Heinrich Christian Schumacher, nemški astronom in geodet, * 3. september 1780, Bramstedt, Holstein, Nemčija, † 28. december 1850, Altona, Hamburg, Nemčija.

## Življenje in delo
Schumaher je bil od leta 1813 do 1815 predstojnik Observatorija v Manheimu. Zatem je postal profesor astronomije v Kobenhavnu. Od leta 1817 je vodil merjenja s pomočjo triangulacije v Holsteinu. Nekaj let kasneje so te meritve pripomogle k celotnemu geodetskemu zemljevidu Danske, ki so ga končali po njegovi smrti. Zaradi teh geodetskih meritev so ustanovili Observatorij v Altoni. Tu je Schumacher ostal in se v glavnem ukvarjal z izdajanjem Efemerid (Ephemerides) (11 delov, 1822-32) in z znanstvno revijo Astronomische Nachrichten, ki jo je ustanovil sam leta 1821. Revija izhaja še danes. Schumacher je uredil njenih 31 zvezkov.
Schumacher je bil dober Gaussov prijatelj. Leta 1825 ga je v Altoni obiskal Abel.
Leta 1827 so ga izbrali za člana Švedske kraljeve akademije znanosti.

## Priznanja

### Nagrade
Kraljeva astronomska družba (RAS) mu je leta 1829 podelila Zlato medaljo.

### Poimenovanja
Po njem se imenuje krater Schumacher na Luni in asteroid zunanjega glavnega pasu 5704 Schumacher.